# Neochera privata
Neochera privata är en fjärilsart som beskrevs av Walker 1862. Neochera privata ingår i släktet Neochera och familjen nattflyn. Inga underarter finns listade i Catalogue of Life.